# 長野県道500号豊田中野線
長野県道500号豊田中野線（ながのけんどう500ごう とよたなかのせん）は、長野県中野市を通る一般県道である。

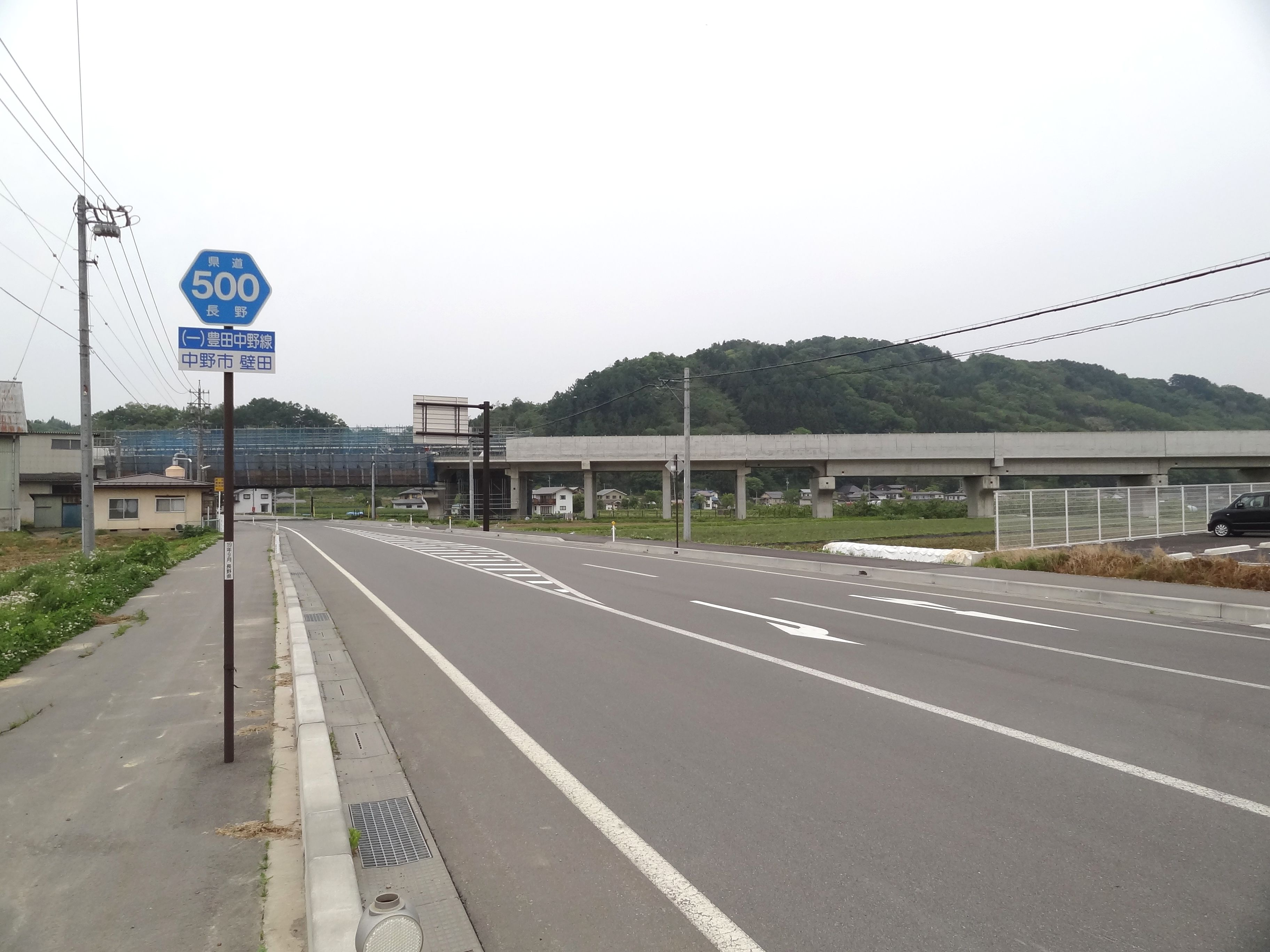
中野市大字壁田付近

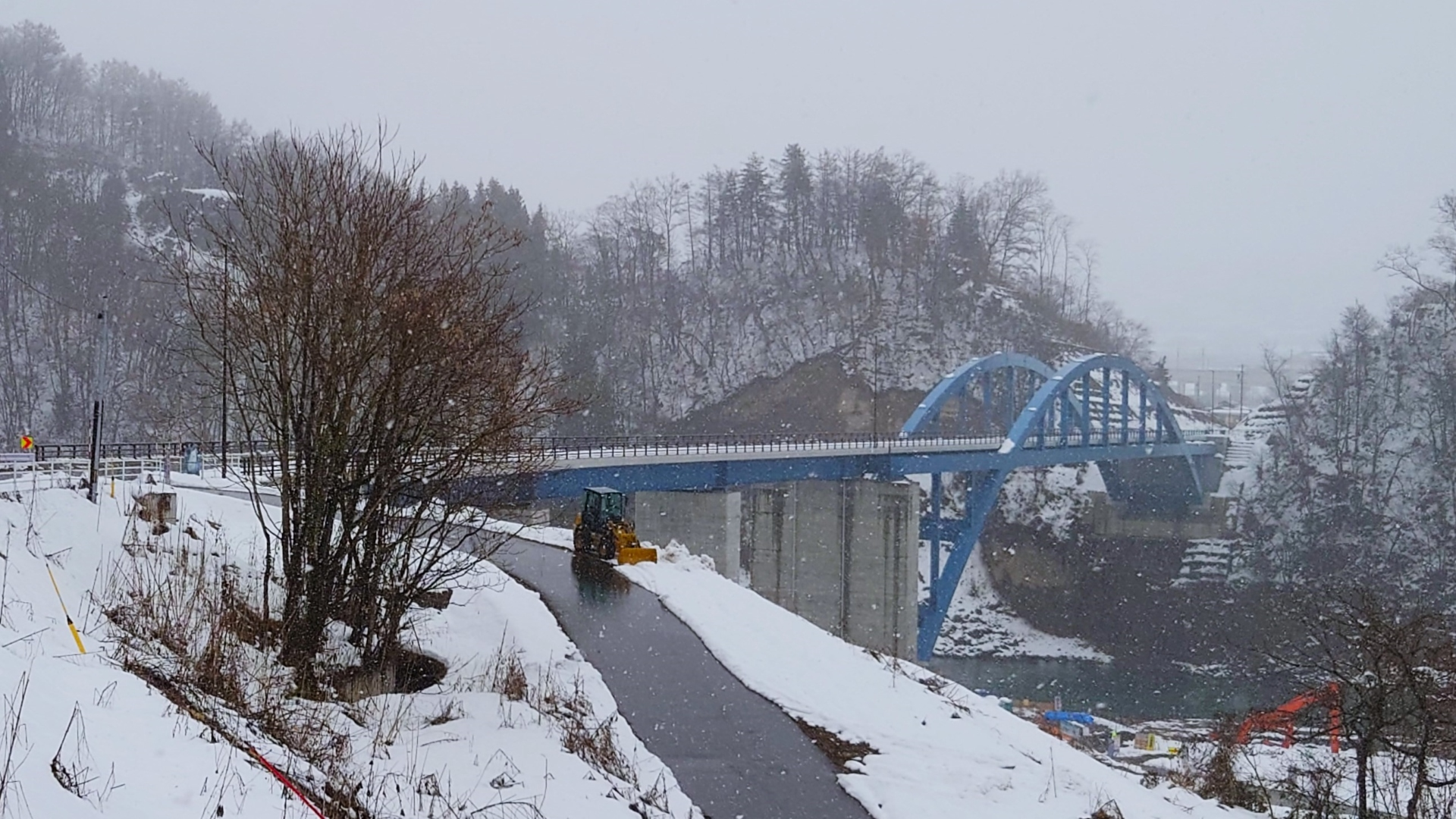
笠倉壁田橋を壁田方面に臨む

## 概要
千曲川左岸の区間は国道117号の旧道区間で、笠倉壁田橋を含む区間は新規事業区間である。笠倉壁田橋の架橋以前は豊田-中野間の往来は上今井橋や古牧橋に頼っており、5kmほど橋等のない区域が存在していた。
また、県道500号線より分岐する国道117号線旧道区間は分岐した先の中野市豊津より古牧橋までの区間が隘路の続く区間であり、先行河川たる千曲川の左岸を蛇行に沿って走っている。並行して国道292号と長丘断層が千曲川と夜間瀬川との間を南北にほぼ一直線に縦断しており、笠倉壁田橋の架橋により上今井、古牧の二橋の中間地点にて長丘断層により形成された高丘丘陵を越えて国道117号現道と国道292号とを連絡する経路を取る。

### 路線データ
- 起点：中野市豊津（豊田支所前交差点＝国道117号交点）
- 終点：中野市壁田（壁田交差点＝国道292号・長野県道355号壁田松崎線交点）
- 計画延長：1.8km[2]
- 供用延長：1.8km[2]

### 主要構造物
- 笠倉壁田橋（かさぐらへきだばし＝中野市豊津～中野市壁田）
  - 橋梁形式：鋼中路式ローゼ橋・3径間連続鈑桁橋
  - 橋長：265m(鋼中路式ローゼ橋159m・3径間連続鈑桁橋106m)
  - 道路幅員：車道6.0m、歩道片側2.5m

## 歴史
- 1986年（昭和61年） - 上今井橋-古牧橋間の架橋を検討に入る。[3]。
- 1994年（平成7年） - この頃まで旧中野市、旧豊田村それぞれで架橋事業を実施。
- 2007年（平成19年） - 社会資本整備総合交付金事業として事業化。
- 2019年（平成31年/令和元年） - 橋台・橋脚工及び橋梁下部工に着手。
- 2024年（令和6年）3月25日 - 笠倉壁田橋が開通[4]。

## 地理

### 通過する自治体
- 中野市

### 交差・接続する道路
- 豊田支所前交差点（中野市豊津＝起点）
  - 国道117号
- 壁田交差点（中野市壁田＝終点）
  - 国道292号
  - 長野県道355号壁田松崎線

## 沿道
- 中野市役所 豊田支所
- 中野市立豊田小学校
- 中野市立豊田中学校